# Польчак, Пётр
Пётр По́льчак (пол. Piotr Polczak; 25 августа 1986, Краков) — польский футболист, защитник. Выступал в сборной Польши.

## Карьера

### Клубная карьера
Начинал свою карьеру в клубе «МКС» из Домбровы-Гурничи. В восемнадцатилетнем возрасте подписал первый профессиональный контракт с командой «Катовице», за которую отыграл три с половиной года. Затем вернулся в родной Краков, где начал выступать за местную «Краковию». В её составе Польчак был одним из лучших игроков. В сезоне 2007/08 «Краковия» заняла лишь 7 место. Однако, в связи с исключением двух клубов, занявших 5-е и 6-е место, а также в связи с отказом бронзового призёра «Дискоболии» от участия в еврокубках, получила право представлять Польшу в Кубке Интертото. Польчак играл в обоих матчах первого раунда с солигорским «Шахтёром».
В феврале 2011 года перешёл в грозненский «Терек», с которым подписал контракт на три с половиной года. Дебютировал в российской Премьер-лиге 13 марта 2011 года выйдя в стартовом составе в матче с питерским «Зенитом». В феврале 2013 года нижегородская «Волга» арендовала поляка до конца сезона. А уже летом 2013 «Волга» полностью выкупила трансфер футболиста у клуба из Грозного.

### Карьера в сборных
Выступал за юниорскую и молодёжную сборные Польши. 20 августа 2008 года в товарищеском матче со сборной Украины, проходившем во Львове, дебютировал за национальную сборную Польши, выйдя на поле после перерыва вместо Рафала Муравски.

## Участие в еврокубках
- Кубок Интертото 2008: 2 игры

## Выступления за сборную
| # | Дата            | Место                                  | Соперник | Результат | Соревнование                          |
| - | --------------- | -------------------------------------- | -------- | --------- | ------------------------------------- |
| 1 | 20 августа 2008 | Львов, Украина                         | Украина  | 0-1       | Товарищеский матч                     |
| 2 | 14 декабря 2008 | Анталья, Турция                        | Сербия   | 1-0       | Товарищеский матч                     |
| 3 | 7 февраля 2009  | Вила-Реал-ди-Санту-Антониу, Португалия | Литва    | 1-1       | Товарищеский матч                     |
| 4 | 20 августа 2009 | Кейптаун, ЮАР                          | Ирак     | 1-1       | Товарищеский матч                     |
| 5 | 10 октября 2009 | Прага, Чехия                           | Чехия    | 0-2       | Отборочные матчи Чемпионата мира 2010 |